# Dragos Agache
Dragos Agache (Brăila, 8 maart 1984) is een Roemeens zwemmer. Hij vertegenwoordigde zijn vaderland op de Olympische Zomerspelen 2012 in Londen.

## Carrière
Bij zijn internationale debuut, op de Europese kampioenschappen zwemmen 2006 in Boedapest, strandde Agache in de series van zowel de 50 als de 100 meter schoolslag.
Drie jaar later nam de Roemeen deel aan de wereldkampioenschappen zwemmen 2009 in Rome, op dit toernooi werd hij uitgeschakeld in de series van zowel de 50 als de 100 meter schoolslag. Samen met Răzvan Florea, Alexandru Maestru en Norbert Trandafir strandde hij in de series van de 4x100 meter wisselslag.
Tijdens de Europese kampioenschappen zwemmen 2010 in Boedapest veroverde Agache de zilveren medaille op de 50 meter schoolslag, op de 100 meter schoolslag werd hij uitgeschakeld in de halve finales.
Op de wereldkampioenschappen zwemmen 2011 in Shanghai strandde de Roemeen in de halve finales van de 50 meter schoolslag en in de series van de 100 meter schoolslag.
In Debrecen nam Agache deel aan de Europese kampioenschappen zwemmen 2012. Op dit toernooi eindigde hij als zevende op de 50 meter schoolslag, op de 100 meter schoolslag werd hij uitgeschakeld in de series. Tijdens de Olympische Zomerspelen van 2012 in strandde de Roemeen in de series van de 100 meter schoolslag.

## Internationale toernooien
| Jaar | Olympische Spelen   | WK langebaan                                                 | WK kortebaan  | EK langebaan                           | EK kortebaan  |
| ---- | ------------------- | ------------------------------------------------------------ | ------------- | -------------------------------------- | ------------- |
| 2006 |                     |                                                              | geen deelname | 35e 50m schoolslag 31e 100m schoolslag | geen deelname |
| 2007 |                     | geen deelname                                                |               |                                        | geen deelname |
| 2008 | geen deelname       |                                                              | geen deelname | geen deelname                          | geen deelname |
| 2009 |                     | 39e 50m schoolslag 67e 100m schoolslag 21e 4x100m wisselslag |               |                                        | geen deelname |
| 2010 |                     |                                                              | geen deelname | 50m schoolslag · 11e 100m schoolslag   | geen deelname |
| 2011 |                     | 10e 50m schoolslag 19e 100m schoolslag                       |               |                                        | geen deelname |
| 2012 | 37e 100m schoolslag |                                                              | geen deelname | 7e 50m schoolslag 34e 100m schoolslag  | geen deelname |

## Persoonlijke records
Bijgewerkt tot en met 16 april 2011
Kortebaan
| Afstand         | Tijd  | Datum            | Plaats    |
| --------------- | ----- | ---------------- | --------- |
| 50m schoolslag  | 27,39 | 13 november 2009 | Hunedoara |
| 100m schoolslag | 59,80 | 14 november 2009 | Hunedoara |

Langebaan
| Afstand         | Tijd    | Datum            | Plaats    |
| --------------- | ------- | ---------------- | --------- |
| 50m schoolslag  | 27,47   | 14 augustus 2010 | Boedapest |
| 100m schoolslag | 1.01,14 | 16 april 2011    | Pitesti   |